# Habenaria brachyphylla
Habenaria brachyphylla är en orkidéart som först beskrevs av John Lindley, och fick sitt nu gällande namn av James Edward Tierney Aitchison. Habenaria brachyphylla ingår i släktet Habenaria och familjen orkidéer. Inga underarter finns listade i Catalogue of Life.